# Paolo Terni
Paolo Terni (Alessandria d'Egitto, 13 ottobre 1932 – Roma, 10 marzo 2015) è stato uno scrittore, musicologo e conduttore radiofonico italiano.

## Biografia
Paolo Terni è stato una voce storica di Radio 3 Rai e docente all'Accademia Nazionale d'Arte Drammatica "Silvio D'Amico". Discendente da un economista italiano chiamato dal Viceré quale consulente per l'apertura del canale di Suez; il nonno Enrico Terni, agente di cambio e compositore, aveva sposato la scrittrice Fausta Cialente. Nel locale liceo francese consegue il Baccalauréat de l'enseignement secondaire français, studia il violino nel Conservatoire de Musique, segue un corso di estetica e critica musicale diretto dal M° Piero Guarino e viene incaricato, pur giovanissimo, della critica musicale nel quotidiano egiziano di lingua francese La Réforme.
Trasferito a Roma per svolgervi gli studi universitari di giurisprudenza, mirati alla preparazione del concorso diplomatico, sopravvive dando lezioni in istituti privati ed effettuando traduzioni. Invitato in Sardegna a partecipare ad un progetto internazionale teso a definire e sperimentare metodi e tecniche di sviluppo educativo e culturale ad integrazione e sostegno di iniziative di sviluppo economico - il "Progetto Sardegna" (1959-62)  promosso, tra gli altri, dall'UNESCO e dall'OECE/OCSE , riesce, nonostante questo impegno, a laurearsi in giurisprudenza a Sassari con una tesi sulle "Capitolazioni ottomane". A conclusione del progetto, dopo cinque anni, è incaricato della stesura del documento di valutazione conclusiva.
Sulla base dei metodi sperimentati nel "Progetto Sardegna", imposta e dirige, invitato a Torino dall'editore Giulio Einaudi, un progetto finalizzato a sviluppare la pubblica lettura in Italia: ne scaturisce la fondazione e la gestione della Biblioteca civica Luigi Einaudi di Dogliani, che, accompagnata dalla pubblicazione (in due diverse edizioni: 1969 e 1981) di una Guida alla formazione di una biblioteca pubblica e privata , diviene un prototipo di struttura culturale modernamente concepita, presa a modello da numerose istituzioni a carattere culturale, sociale e umanitario, operanti in Italia, specialmente nel Mezzogiorno.
Il 6 marzo 1966 sposa Ida Einaudi e la collaborazione con la casa editrice si amplia ulteriormente: Paolo Terni diviene responsabile dell'ufficio romano della casa editrice. In coincidenza con i primi segnali di crisi della stessa, decide però di sviluppare i suoi mai sopiti interessi musicali, presentandosi al concorso di storia della musica presso l'Accademia Nazionale d'Arte Drammatica "Silvio D'Amico" e vincendo la relativa cattedra. Vi insegna quindi “Evoluzione musicale”, e ha modo di mettere a fuoco metodologie innovative intorno alla dimensione musicale della drammaturgia e delle arti teatrali, svolgendo corsi diretti agli allievi attori e registi, e mirati essenzialmente a far loro approfondire le implicazioni musicali del lavoro teatrale. A lungo vice-direttore dell'Accademia, specie durante i periodi di assenza per ragioni di salute di Aldo Trionfo, ricopre fino all'a.a. 2014/2015 il ruolo docente di “recitazione su partitura musicale”: il 19 dicembre 2014, con una lectio magistralis, svolta insieme all'organista Renato Negri e aperta al pubblico, inizia un nuovo ciclo di lezioni da svolgersi nel 2015, rimasto invece incompiuto.
Dal lavoro in Accademia deriva nel corso degli anni un'attività più direttamente teatrale (ma anche cinematografica), in veste di consulente musicale di molti tra i principali registi italiani tra cui Aldo Trionfo (da lui sempre considerato come una sorta di primo maestro per una certa modalità di uso della musica a teatro, nel rapporto fra testo, musica e lavoro dell'attore nell'incontro e nell'interazione dei due diversi sistemi), Mauro Bolognini e Lorenzo Salveti, Mario Missiroli, Mario Ferrero, Chérif, ma specialmente Luca Ronconi, con il quale lavora per trent'anni, scegliendo ed elaborando le musiche di scena per molti suoi spettacoli. Nel 2005 viene insignito, nell'ambito del Premio Riccione per il Teatro, del premio Aldo Trionfo per "l'intelligenza e  la passione nel coniugare il teatro e la musica con un'arte raffinata accompagnata dalla gioia della ricerca" .
Parallelamente al lavoro in Accademia, svolge - fino a due mesi prima della morte - conferenze di argomento musicale su invito di enti e istituzioni varie (per es. a Roma per il FAI, a Reggio Emilia per il ciclo "Soli Deo Gloria", a Milano per la MILANESIANA per il ciclo "Il respiro della musica" in collaborazione con il pianista Michele Sganga e il clavicembalista Francesco Corti); per un periodo è capoufficio stampa del Teatro dell'Opera di Roma , ma principalmente collabora con Radio3 della RAI, fin da quando si chiamava ancora “Terzo programma”, in veste di autore e conduttore di numerosi programmi di alta divulgazione musicale, a partire dal ciclo ormai storico del 1980 "La musica e i dischi di…", ove interroga grandi personalità della cultura (Giorgio Bassani https://www.raiplayradio.it/playlist/2018/02/Radio3-Memoradio-Omaggio-a-Giorgio-Bassani-bbd02d0c-5489-4ae3-8a1b-9320e88e5ec6.html, Giorgio Manganelli , Natalia Ginzburg, Primo Levi, Bruno Zevi, Federico Zeri, Carmelo Bene …) circa il loro rapporto con la musica (la puntata con Giorgio Bassani è stata riproposta da Radio 3 per il centenario della sua nascita, e le cinque puntate con Giorgio Manganelli sono state pubblicate da Sellerio nel 2001 con il titolo Giorgio Manganelli, ascoltatore maniacale, e ripubblicate nel 2014 dall'editore L'orma sotto il titolo Una profonda invidia per la musica – invenzioni a due voci con Paolo Terni con allegato il CD delle trasmissioni e nuovi scritti di Terni. A questo ciclo seguono man mano numerosi altri, tra cui Opera senza confini (dalla quale nell'estate 2015 è stata riproposta da Radio 3 una scelta di puntate sotto il nome "La musica di Paolo"), Dalle 2 alle 3, Il terzo anello e dal 2010 fino alla fine del 2014 Qui comincia... (gli ultimi tre mesi sono stati dedicati a un ascolto integrale de “Il clavicembalo ben temperato” di Johann Sebastian Bach, esplorando in ogni trasmissione una diversa tonalità)https://www.raiplayradio.it/playlist/2018/03/Radio3-Memoradio-Paolo-Terni-a-Qui-Comincia-ac14d68e-ff33-42ae-abc6-b09de69f9a42.html.
Il 12 gennaio 1993 viene a mancare la moglie Ida, cui dedicherà tutte le opere letterarie che inizia a pubblicare a partire dal 1999: dapprima escono presso Sellerio In tempo rubato (1999), Un vento sottilissimo (2002) e Perché cantano? (2006), poi da Bompiani Suite alessandrina (2008), Il respiro della musica (2011) e La melodia nascosta (2013). Proprio "Il respiro della musica" diviene anche il titolo del ciclo di conferenze-concerto realizzate per conto della "Milanesiana" negli anni 2012, 2013 e 2014. Il ciclo già programmato per il 2015 si svolge invece in sua memoria, in quanto Paolo Terni si spegne a Roma il 10 marzo 2015, a pochi giorni di distanza da Luca Ronconi. Postuma, e appena in tempo per la "Milanesiana", è uscita alla fine di giugno 2015 (II edizione: riveduta luglio 2016) la sua ultima opera Il carapace augusteo ovvero: le uova nel paniere (a cura di Silvia Serena per Arcipelago edizioni).
In una intervista del 1986 (Il suono del teatro, 30.12.86, Radio3) risuona il filo conduttore di tutta la sua attività di ricerca: “La musicologia è una scienza che separa la musica dal resto della riflessione culturale, e questo è un grosso difetto della nostra cultura. Io tento  […]  di riportare la musica alle domande fondamentali, cioè di far riconoscere da parte di chi, tecnicamente parlando, non è musicista, quali sono gli interrogativi  -  e le soluzioni   -  che porta la musica. […] Io ho sempre presente quella domanda senza risposta del dove nasce l’emozione […] e sono arrivato alla convinzione che la musica è l’unica possibilità che noi abbiamo di interagire compiutamente col sistema complesso che il reale ci comunica. […] La musica è pensiero  -  pensiero che, ascoltato, comunica di più di quanto un pensiero organizzato in parola riesca a dare. E allora, quando si recita un testo, pensato per conoscere e per comunicare emozioni, non si può perdere questa occasione [di farlo] interagire con la musica”.

## Opere

### Spettacoli con scelte musicali di Paolo Terni

#### Spettacoli di Luca Ronconi
- Il sogno di A.Strindberg (edizione 1983)
- Santa Giovanna di G.B.Shaw (1984)
- Le due commedie in commedia di G.B.Andreini (1984)
- Commedia della seduzione di A.Schnitzler (1985)
- La fidanzata povera di A.N.Ostrovskij (1985)
- Amor nello specchio di G.B. Andreini (1987) (Esercitazione con gli allievi del II anno dei corsi di recitazione e regia dell'Accademia Nazionale d'Arte Drammatica Silvio d'Amico dell'Anno Accademico 1986/1987)
- La morte innamorata di F. Glisenti (1987)
- Mirra di V.Alfieri (1988),
- I dialoghi delle carmelitane di G.Bernanos (1988),
- Strano interludio di E.O’Neill (1989)
- La pazza di Chaillot di Jean Giraudoux (1991)
- Misura per misura di W.Shakespeare (1992),
- Affabulazione di Pier Paolo Pasolini (1993) [16]
- Calderón P.P. Pasolini (1993) [17]
- Aminta di T.Tasso (1994),
- Verso Peer Gynt (1995),
- Quer pasticciaccio brutto de via Merulana di C.E.Gadda (1996),
- Ruy Blas di Victor Hugo (1996)[18],
- Il lutto si addice ad Elettra di E.O'Neill (1997),
- I fratelli Karamazov di F.Dostoevskij (1998)
- Alcesti di Samuele di A. Savinio (1999)
- Trilogia di autori classici per la stagione del Teatro Greco di Siracusa (2002): Prometeo incatenato di Eschilo, Le baccanti di Euripide, Le rane di Aristofane (2002) ripresa al Piccolo Teatro di Milano
- Peccato che fosse puttana di J.Ford (2003)
- La Centaura di G. B. Andreini (2004)
- Diario privato di P.Léautaud (2005)
- Troilo e Cressida di W.Shakespeare (2006)

#### Spettacoli di Luca Ronconi al Piccolo Teatro[19][20]
- Il sogno di A.Strindberg (2000),
- Lolita, sceneggiatura da V.Nabokov (gennaio 2001),
- I due gemelli veneziani di C.Goldoni (marzo 2001),
- Candelaio di Giordano Bruno (maggio 2001),
- Quel che sapeva Maisie di Henry James (gennaio 2002),
- Prometeo incatenato di Eschilo (gennaio 2003),
- Le baccanti di Euripide (febbraio 2004),
- Le rane di Aristofane (febbraio 2005),
- Il ventaglio di C.Goldoni (gennaio 2007),
- Inventato di sana pianta di Hermann Broch (marzo 2007),
- Sogno di una notte di mezza estate di W.Shakespeare (ottobre 2008),
- Il mercante di Venezia di W.Shakespeare (dicembre 2009)
- Santa Giovanna dei Macelli di B.Brecht (febbraio 2012).

#### Altri spettacoli
- 1980: Carlo Emilio Gadda: Eros e Priapo. Trascrizione teatrale e Testo di Paolo Terni. Regia di Lorenzo Salveti
- 1981: Maricla Boggio: Medea . (Regia: Lorenzo Salveti, Teatro di Roma)
- 1982: La Certosa di Parma. Regia di Mauro Bolognini. Musica a cura di Paolo Terni.
- 1984: Manlio Santanelli:  Le sofferenze d'amore tratto dal romanzo Dio ne scampi dagli Orsenigo di Vittorio Imbriani. Regia Sergio Fantoni [21] (Teatro in Trastevere, Roma).
- 1985: Alban Berg: il gesto e l'urlo a cura di Mario Accolti Gil e Marco Maria Tosolini. Con un testo di Paolo Terni.
- 1985: Luigi Pirandello: Il berretto a sonagli. Regia Luigi Squarzina. (Politeama Rossetti – Trieste – Teatro Stabile del Friuli Venezia Giulia)
- 1987: Peter Shaffer:  Amadeus (Compagnia del Teatro Eliseo)
- 1988: Italo Calvino:  Dall'opaco  con Marisa Fabbri. Drammaturgia musicale di Paolo Terni.
- 1990: Georges Perec: L’aumento Regia di Alessandro Marinuzzi (Asti Teatro 12, CSS Centro Servizi e Spettacoli di Udine) [22]
- 1991: William Shakespeare: Romeo e Giulietta (Teatro Stabile dell’Abruzzo).Regia di Lorenzo Salveti. Musiche a  cura di Paolo Terni.
- 1991: Seneca: Tieste. Regia: Walter Pagliaro. (INDA - Istituto Nazionale Dramma Antico; Segesta: rappresentazione all'aperto)
- 1991: A. S. Griboedov: Che disgrazia l'ingegno! (Progetto bilaterale Accademia Nazionale d'Arte Drammatica S. D'Amico/ G.I.T.I.S. - Università di Mosca : Teatro Studio E. Duse, Roma).
- 1992: Thomas Stearns Eliot: Riunione di famiglia (Teatro Stabile di Torino)
- 1993: Giuliano Scabia: Fantastica visione  -   Vision fantastique sopra il taglio e la vendita di carne. Regia di Alessandro Marinuzzi. (CSS - Centro Servizi e spettacoli di Udine)
- 1994: Giuliano Scabia: Commedia del poeta d’oro, con bestie. Progetto e regia di Alessandro Marinuzzi (Udine, Teatrino delle Meraviglie)
- 1994: Shakespeare o delle ambiguità ”: Saggio dell’Accademia di Arte Drammatica Silvio D’Amico al Teatro Valli). Drammaturgia musicale a cura di Paolo Terni.
- 1995: La famiglia Ricordi. Film di Mauro Bolognini. Musica di Paolo Terni. (quattro puntate su RaiUno)
- 1997: Pier Paolo Pasolini: Calderón. Regia Domenico Polidoro  (Centro Petra Lata, Roma - Coproduzione Accademia Nazionale d'Arte Drammatica Silvio D'Amico e Centro Petra Lata) [23]
- 2004 Harold Pinter: Vecchi tempi
- 2006: Patrick Süskind: Il contrabbasso (Teatro Eliseo Patroni Griffi) [24]
- 2008: Patrick Süskind: Il contrabbasso  (Teatro Aureliano, Bari)
- 2008 Thomas Bernhard: Ritter, Dene, Voss (Teatro di Roma)
- 2010: Il maestro e margherita raccontato da Giuseppe Bevilacqua, lettura interpretativa del romanzo di Michail Bulgakov [25] (Teatro Garzoni, Tricesimo)

#### Articoli
- Perì di noi gran parte. In Alfabeta2, 30 novembre 2013[26]

### Trasmissioni radiofoniche
- Guida alla formazione di una discoteca (1980)
- La musica e i dischi di… (1980-82)
- Il concerto grosso (1983)
- Pomeriggi musicali (1982)
- Qual linea al centro (1984)
- Questo mirabil modo (1986)
- Pretesti per musica (1988-1989)
- Oltre il sipario (1990)
- Musica in scena (1992)
- Testi e pretesti  (1993)
- Opera senza confini (1995-1996)
- Un'opera al giorno (1997)
- Le città della musica (1997)
- Un'opera per settimana (1998)
- Il gioco delle parti (1999-2002)
- Dalle due alle tre (2003)
- Il mito di Orfeo (2004)
- Sette note (una nota per settimana) (2004)
- Il terzo anello (2005-2006)
- Musica visionaria (2007)
- Trio e trii (2008)
- Centenario händeliano (2009)
- Qui comincia (2010-2014)[27]

### Pubblicazioni

#### Volumi
- Guida alla formazione di una biblioteca pubblica e privata. Catalogo bibliografico e discografia. A cura di Paolo Terni, Ida Terni, Piero Innocenti. Nuova ed. interamente riv. e aggiornata. Torino, Einaudi, 1981 ISBN 978-88-0605-242-3
- In tempo rubato. Palermo, Sellerio, 1999 ISBN 978-88-3891-533-8
- Giorgio Manganelli, ascoltatore maniacale. Palermo, Sellerio, 2001 ISBN 978-88-3891-635-9
- Un vento sottilissimo. Palermo, Sellerio, 2002 ISBN 978-88-3891-748-6
- Perché cantano? Palermo, Sellerio, 2006 ISBN 978-88-3892-117-9
- Suite Alessandrina: poissons d'or. Milano, Bompiani, 2008 ISBN 978-88-4526-075-9
- Il respiro della musica. Milano, Bompiani, 2011 ISBN 978-88-4526-708-6
- La melodia nascosta. Milano, Bompiani, 2013[28][29][30][31] ISBN 978-88-4527-303-2
- Una profonda invidia per la musica: invenzioni a due voci con Paolo Terni, a cura di Andrea Cortellessa. La musica e i dischi di... : conversazioni musicali tra Giorgio Manganelli e Paolo Terni, RAI Radio 3, 1980 Roma, L'orma, 2014 ISBN 978-88-9803-833-6; presentato da Ennio Speranza nella puntata di "Qui comincia" il 4.1.2020 [32]
- Il carapace augusteo ovvero: le uova nel paniere: divagazioni estive (in forma di breve Sotie…) (a cura di Silvia Serena) Novara, Arcipelago, 2015 ISBN 978-88-7695-522-8

#### Presentazioni, introduzioni, contributi, postfazioni
- Il silenzio della musica. In: Prometeo, rivista trimestrale di scienze e storia, anno I, n.3, settembre 1983, pag. 86-91
- Contributo in Shawqi, Ahmad - La passione di Cleopatra. Milano, Ubulibri, 1989 ISBN 978-88-7748-091-0 (l'opera, con la regia di Cherif, e musiche scelte da Paolo Terni, venne rappresentata sui ruderi di Gibellina il 21 luglio 1989 nell’ambito delle Orestiadi)
- Presentazione a: Marco Jacoviello - Il suono e l'anima: il paesaggio invisibile del melodramma. Udine, Campanotto, 1995
- Contributo in Franco Quadri, Alessandro Martinez (a cura di): Luca Ronconi, la ricerca di un metodo: l'opera di un maestro raccontata al Premio Europa per il teatro, con una sezione dedicata a Christoph Marthaler, Premio Europa nuove realtà teatrali. Milano, Ubulibri, 1999 ISBN 978-88-7748-191-7
- Intervista ad Aldo Trionfo e conversazione radiofonica con Aldo Trionfo a cura di Paolo Terni in: Il teatro di Trionfo, a cura di F. Quadri, Milano, Ubulibri, 2002 ISBN 978-88-7748-186-3
- Postfazione a Fausta Cialente - Ballata levantina. Nuova edizione, Milano, Baldini Castoldi Dalai, 2003 ISBN 978-88-8490-345-7
- Testo introduttivo a: Wilson Saba - Il punto fosforoso: Antonin Artaud e la cultura eterna. Macerata, Quodlibet, 2008 ISBN 978-88-7462-233-7
- Prefazione a Federico Capitoni - La verità che si sente. La musica come strumento di conoscenza. Trieste, Asterios, 2013 ISBN 978-88-95146-94-2
- Nota introduttiva al CD: Franz Liszt - Le ragioni del canto. Michele Sganga, pianoforte. Gaiole in Chianti: Sonicview: Officina della musica, 2014

#### Altre pubblicazioni
- Storia e struttura del Progetto Sardegna, da Ichnusa - 1961 - IX - 4. Ciclostilato [33]
- Elementi per una storia generale del Progetto Sardegna: 1957-1962 - Oristano, s.e., 1962
- Civiltà nel Conero. Comprende: La chiesa di Santa Maria di Portonovo, L'eremo del Monte Conero, La casa colonica nel Conero, Antiche civiltà nel Conero - Numana, Le Terrazze, c1980 [34]
- Cinema e musica, sistema narrativo unico e speculare. In: Alberto Abruzzese, Lucilla Albano (a cura di): Modelli non letterari nel cinema. Roma, Bulzoni Editore, 1999 [35]